# Yoe (Pensilvania)
Yoe es un borough ubicado en el condado de York en el estado estadounidense de Pensilvania. En el año 2000 tenía una población de 1.022 habitantes y una densidad poblacional de 1,596.6 personas por km².

## Geografía
Yoe se encuentra ubicado en las coordenadas 39°54′33″N 76°38′14″O / 39.90917, -76.63722.

## Demografía
Según la Oficina del Censo en 2000 los ingresos medios por hogar en la localidad eran de $34,211 y los ingresos medios por familia eran $40,833. Los hombres tenían unos ingresos medios de $31,714 frente a los $21,976 para las mujeres. La renta per cápita para la localidad era de $16,795. Alrededor del 11.7% de la población estaba por debajo del umbral de pobreza.